# Asaba
Asaba je glavni grad nigerijske, naftom bogate savezne države Delta. Osnovana je 1884. godine i postala je prijestolnicom Južne Nigerije, britanskog kolonijalnog protektorata. Maryam Babangida, supruga bivšeg nigerijskog diktatora Ibrahima Babangide, podrijetlom je iz Asabe.
Grad leži na rijeci Niger, na 35 metara nadmorske visine, 125 km istočno od Benin Cityja i 160 km sjeverno od Port Harcourta.
Prema popisu iz 1991., Asaba ima 49.725, a prema procjeni iz 2010. 407.126 stanovnika. Većinu populacije čine pripadnici naroda Igbo.

## Gradovi prijatelji
- Stockton, Kalifornija, SAD

## Vanjske poveznice
- Službena stranica (engl.)